# 佩尔·弗雷德里克·奥斯利
佩尔·弗雷德里克·奥斯利（挪威語：Per Fredrik Åsly，1986年12月21日—），艺名PelleK，挪威搖滾歌手，以翻唱歌曲走红网路。
他是英国乐队Damnation Angels（地狱天使）的主唱，在2012五月以PelleK的名义发布了首张专辑「Bag of Tricks」；2013年发布概念专辑「Ocean of Opportunity」，圣诞节当天发布专辑「Christmas with PelleK」。奥斯利也与其他音乐人合作，如Yama-B（日本Galneryus乐队主唱）、奥利弗·哈特曼、阿曼达·萨默维尔、汤米·约翰逊（瑞典ReinXeed乐队成员）和汤米·卡雷维克等。
奥斯利于2014年4月在Youtube开通了个人频道pellekofficial，迅速成为最受欢迎的挪威音乐人频道。奥斯利翻唱了包括中文的《小苹果》、日本动畫《东京食尸鬼》片頭曲“Unravel”、聖鬥士星矢《飛馬座幻想》；迪士尼電影冰雪奇緣《Let It Go》、花木蘭《男子漢》等一系列的歌曲。
2022年，他正式為動畫骸骨騎士大人異世界冒險中獻唱片頭曲《嗚呼、我が浪漫の道よ》。

## 外部連結
- 佩尔·弗雷德里克·奥斯利的Facebook專頁
- 佩尔·弗雷德里克·奥斯利的Instagram帳戶
- 佩尔·弗雷德里克·奥斯利的X（前Twitter）
- YouTube上的佩尔·弗雷德里克·奥斯利頻道